# Милтон (тауншип, Миннесота)
Милтон (англ. Milton) — тауншип в округе Додж, Миннесота, США. На 2000 год его население составило 692 человека.

## География
По данным Бюро переписи населения США площадь тауншипа составляет 93,4 км², из которых 93,2 км² занимает суша, а 0,1 км² — вода (0,14 %).

## Демография
По данным переписи населения 2000 года здесь находились 692 человека, 246 домохозяйств и 196 семей.  Плотность населения —  7,4 чел./км².  На территории тауншипа расположено 254 постройки со средней плотностью 2,7 построек на один квадратный километр. Расовый состав населения: 96,97 % белых, 0,58 % азиатов, 2,17 % — других рас США и 0,29 % приходится на две или более других рас. Испанцы или латиноамериканцы любой расы составляли 2,31 % от популяции тауншипа.
Из 246 домохозяйств в 38,2 % воспитывались дети до 18 лет, в 72,0 % проживали супружеские пары, в 3,7 % проживали незамужние женщины и в 20,3 % домохозяйств проживали несемейные люди. 16,7 % домохозяйств состояли из одного человека, при том 6,5 % из — одиноких пожилых людей старше 65 лет. Средний размер домохозяйства — 2,81, а семьи — 3,17 человека.
28,9 % населения — младше 18 лет, 8,8 % — в возрасте от 18 до 24 лет, 27,0 % — от 25 до 44, 25,7 % — от 45 до 64, и 9,5 % — старше 65 лет. Средний возраст — 38 лет. На каждые 100 женщин приходилось 104,1 мужчин.  На каждые 100 женщин старше 18 приходилось 109,4 мужчин.
Средний годовой доход домохозяйства составлял 50 000 долларов, а средний годовой доход семьи —  53 611 долларов. Средний доход мужчин —  33 250  долларов, в то время как у женщин — 25 865. Доход на душу населения составил 20 209 долларов. За чертой бедности находились 6,2 % семей и 7,9 % всего населения тауншипа, из которых 7,4 % младше 18 и 4,8 % старше 65 лет.